# 只見中継局
只見中継局（ただみちゅうけいきょく）は、福島県南会津郡只見町にある中継局である。

## 概要
- 当中継局は、南会津郡只見町只見の要害山に置かれ、只見町の一部などに電波を発射している。

## 中継局概要

### デジタルテレビ放送
| リモコン 番号 | 放送局名           | チャンネル 番号 | 空中線 電力 | ERP | 放送対象 地域 | 放送区域 内世帯数 | 運用開始日     |
| 1             | NHK 福島総合       | 34              | 2W          | -   | 福島県        | 約900世帯         | 2010年 1月15日 |
| 2             | NHK 福島教育       | 50              | 2W          | -   | 全国          | 約900世帯         | 2010年 1月15日 |
| 4             | FCT 福島中央テレビ | 32              | 2W          | -   | 福島県        | 約900世帯         | 2010年 1月15日 |
| 5             | KFB 福島放送       | 36              | 2W          | -   | 福島県        | 約900世帯         | 2010年 1月15日 |
| 6             | TUF テレビユー福島 | 47              | 2W          | -   | 福島県        | 約900世帯         | 2010年 1月15日 |
| 8             | FTV 福島テレビ     | 31              | 2W          | -   | 福島県        | 約900世帯         | 2010年 1月15日 |

- 所在地： 福島県南会津郡只見町（要害山）[1]
- 放送区域は、只見町の一部[1]。
- 2009年9月15日に予備免許が交付され[3]、12月中旬から試験放送を開始[4]。2010年1月13日に本免許が交付され[2]、1月15日に本放送を開始した[2]。

### アナログテレビ放送
| チャンネル 番号 | 放送局名           | 空中線 電力       | ERP                  | 偏波面   | 放送対象 地域 | 放送区域 内世帯数 | 運用開始日 |
| 1               | NHK 福島総合       | 映像1W/ 音声250mW | 映像1W/ 音声250mW    | 水平偏波 | 福島県        | -                 | -          |
| 3               | FTV 福島テレビ     | 映像1W/ 音声250mW | 映像960mW/ 音声240mW | 水平偏波 | 福島県        | -                 | -          |
| 9               | NHK 福島教育       | 映像1W/ 音声250mW | 映像1W/ 音声250mW    | 水平偏波 | 全国          | -                 | -          |
| 38              | TUF テレビユー福島 | 映像10W/ 音声2.5W | 映像21W/ 音声5.2W    | 水平偏波 | 福島県        | -                 | -          |
| 40              | FCT 福島中央テレビ | 映像10W/ 音声2.5W | 映像21W/ 音声5.2W    | 水平偏波 | 福島県        | -                 | -          |
| 42              | KFB 福島放送       | 映像10W/ 音声2.5W | 映像21W/ 音声5.2W    | 水平偏波 | 福島県        | -                 | -          |

- 2011年7月24日をもってすべて廃止される予定だったが、東日本大震災の影響から、廃止が2012年3月31日に延期された。

### FM放送
| 周波数  | 放送局名   | 空中線 電力 | ERP   | 偏波面   | 放送対象 地域 | 放送区域 内世帯数 | 運用開始日 |
| 84.8MHz | NHK 福島FM | 1W          | 810mW | 水平偏波 | 福島県        | -                 | -          |